# Meret Günster
Meret Günster (* 9. Januar 2003) ist eine deutsche Fußballspielerin. Seit dem 1. Juli 2024 ist sie Vertragsspielerin des 1. FC Nürnberg.

## Karriere

### Vereine
Günster begann im Alter von elf Jahren beim SuS 09 Dinslaken mit dem Fußballspielen. Vier Jahre später wechselte sie in die B-Jugendmannschaft des MSV Duisburg. Nach einer Saison rückte sie in die erste Mannschaft auf, für die sie zum Saisonauftakt am 18. August 2019 bei der 1:2-Niederlage im Auswärtsspiel gegen den 1. FC Köln ihr Pflichtspieldebüt im Seniorinnenbereich gab. Bis zum Saisonausklang am 28. Juni 2020 wurde sie in zwölf weiteren Punktspielen sowie einmal im DFB-Pokalwettbewerb eingesetzt. Am Ende der Folgesaison, in der sie zehn Punktspiele und abermals ein Pokalspiel bestritten hatte, stieg sie mit ihrer Mannschaft in einem Teilnehmerfeld von 18 Mannschaften als Letztplatzierte ab. Mit einem Tor in 14 Zweitligaspielen trug sie zum zweiten Platz bei, gleichbedeutend mit der Rückkehr in die Bundesliga.
Am 21. Mai 2024, wurde ihr Wechsel zum 1. FC Nürnberg, ab der Saison 2024/25 bekannt.

### Auswahl-/Nationalmannschaft
Günster kam als Spielerin der Auswahlmannschaft des Fußballverbandes Niederrhein vom 11. bis zum 14. April 2019 in drei Spielen um den DFB-Länderpokal an der Sportschule Wedau in Duisburg zum Einsatz.
Sie kam am 16. Januar und am 19. Februar 2020 je einmal für die U17-Nationalmannschaft zum Einsatz. Die in Freundschaft ausgetragenen Begegnungen mit den U17-Nationalmannschaften Spaniens und Frankreichs wurden mit 1:3 und 3:4 in Salou und Clairefontaine-en-Yvelines verloren. 

## Erfolge
- Zweiter der 2. Bundesliga und Aufstieg in die Bundesliga: 2022 und 2025

## Sonstiges
Günster wurde mit der U17-Mannschaft des MSV Duisburg FVN-Meister im Futsal.